# بن ذياب
بن ذياب منطقة فلاحية وزراعية، تابعة اقليمياً وإداريا لدائرة قيجل بولاية سطيف الجزائرية.